# Odenteatern

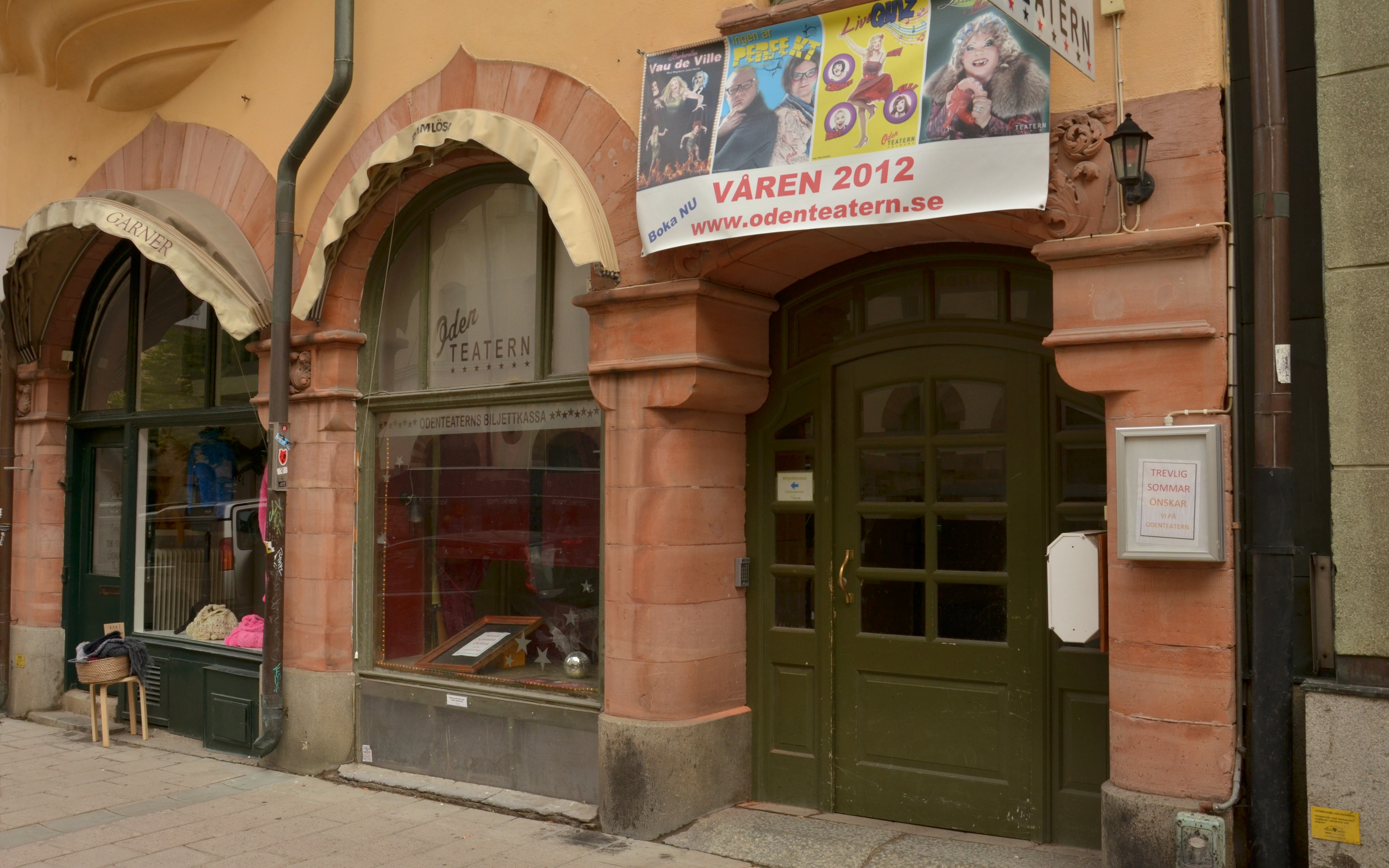
Odenteatern.

Odenteatern var en liten teater belägen på Västmannagatan 56 vid Odenplan i Vasastan, Stockholm. Den öppnade den 17 september 2004 och drevs ursprungligen gemensamt av skådespelarna Klas Ahlstedt och Paula Ternström. Den senare lämnade teatern 2009 varefter Ahlstedt ensam drivit den. Odenteatern drevs utan bidrag från stat eller kommun.
Odenteatern såldes i november 2012 till nya ägare som driver teatern vidare under namnet Olympiateatern.